# Dorstenia lanei
Dorstenia lanei är en mullbärsväxtart som beskrevs av Howard och W. R.Briggs. Dorstenia lanei ingår i släktet Dorstenia och familjen mullbärsväxter. Inga underarter finns listade i Catalogue of Life.